# ウィリアム・ヤーブロー
ウィリアム・ヤーブロー（William Yarbrough、1989年3月20日 - ）は、メキシコ・アグアスカリエンテス出身のプロサッカー選手。元サッカーアメリカ合衆国代表。サンノゼ・アースクエイクス所属。ポジションはGK。

## 経歴

### 初期
アグアスカリエンテス州の州都アグアスカリエンテスにて、アメリカ出身の両親の下に生まれた。地元クラブでプレーを始め、16歳の時にCFパチューカの下部組織に入団。

### クラブ
2010年4月、レンタル移籍先のタンピコ・マデロFCでプロデビュー。その後もレンタル移籍を繰り返し、パチューカのトップチームでの出場機会が無いまま終わった。
2012-13シーズン終了後、レンタルで加入していたクラブ・レオンに完全移籍。
2020年3月6日、コロラド・ラピッズにレンタル移籍。2021年2月2日に完全移籍となり、3年契約を結んだ。

### 代表
その出自から当初は年代別メキシコ代表でプレーしていたが、フル代表はアメリカ合衆国代表に変更した。2015年3月31日のスイス戦でアメリカ合衆国代表戦初出場。

## タイトル
クラブ・レオン
- リーガMX: アペルトゥーラ2013, クラウスーラ2014